# Anastasi de Pèrsia
|  | Per a altres significats, vegeu «Anastasi». |

Anastasi anomentat el Persa (Razech, Pèrsia, s. V - Resafa, actual Sergiòpolis, 22 de gener de 628) va ésser un monjo persa, màrtir per la seva fe cristiana. És venerat per diverses confessions cristianes.

## Biografia

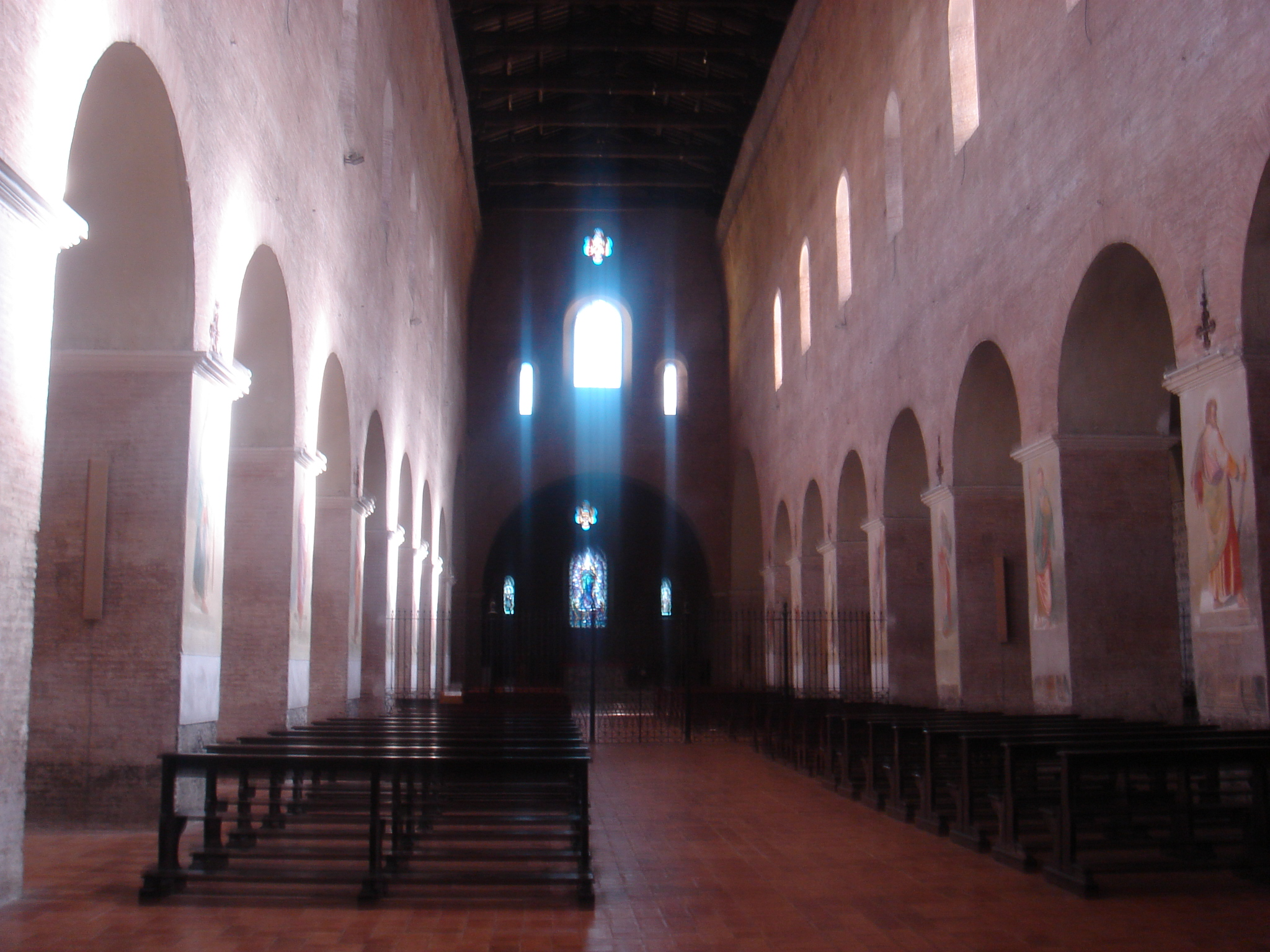
San Vicenzo e San Anastasio (Roma), lloc d'enterrament del sant.

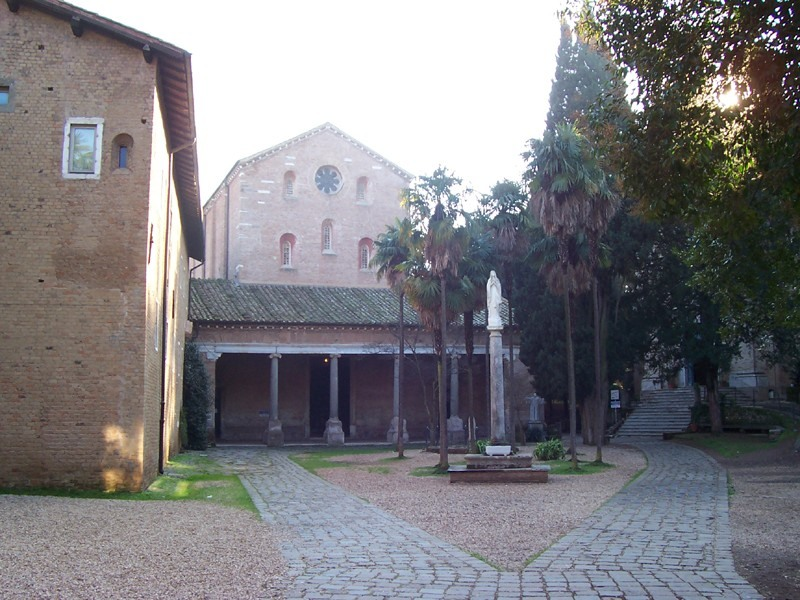
Església de San Vicenzo e San Anastasio (Roma), a l'Abadia de les Tres Fonts.

Anastasi nasqué a Pèrsia amb el nom de Magundat; era fill de Han, que l'havia instruït en les arts màgiques i era oficial de l'exèrcit persa. En 614, el rei persa Còsroes II va conquerir Jerusalem i en prengué com a botí la Vera Creu, que va dur a Pèrsia. Anastasi, encuriosit, anà a veure-le i volgué conèixer els fonaments de la religió cristiana; fascinat, va convertir-se i va voler batejar-se.
Per fer-ho, anà a Jerusalem i fou batejat, prenent el nom d'Anastasi ("resorgit", "ressuscitat"). Va viure set anys en un monestir i marxà fins a Cesarea de Palestina. Els perses conqueridors el van empresonar per cristià i el portaren a Sergiòpolis, l'actual Resafa, a Síria), on fou decapitat.

## Veneració
Les restes del seu cos van ésser portades a Roma cap al 640, sota l'emperador romà d'Orient Heracli. Es pensa que es van dipositar a l'Abadia de les Tres Fonts (a Acque Salviae), que després rebria el nom de basílica dels sants Vicenç i Anastasi.
Aviat va fer-se popular i se li atribuïren miracles i guaricions, reconegudes fins i tot al Concili de Nicea II, en 787. El seu culte es va difondre per tot Itàlia. El rei longobard Liutprand, després de fer les paus amb Gregori II, va visitar les basíliques de Roma i, segons Pau el Diaca, colpit del cult a Sant Anastasi, va fundar un monestir en honor seu quan va tornar a la seva cort de Pavia.
A partir de la seva història, es va originar, al segle xvii, la llegenda del sant fictici Anastasi de Lleida, patró d'aquesta ciutat.
- Article principal: Anastasi de Lleida